# KFNB – New York
Die Dampflokomotive New York war eine Personenzuglokomotive der KFNB (Kaiser-Ferdinands-Nordbahn). Sie wurde 1841 von William Norris an die KFNB mit der Achsformel 2A geliefert.
Die Zylinder wurden von der KFNB-Werkstätte später modifiziert (siehe Tabelle); ursprünglich hatten sie 317 mm Durchmesser und 464 mm Hub.
Man war mit ihrer Leistung nicht zufrieden, da sie offenbar zu wenig Dampf lieferte. Dennoch bespannte sie am 27. März 1841 den ersten Zug auf der neuen Strecke Lundenburg–Ungarisch Hradisch.
Die New York wurde 1861 ausgemustert.